# کوسونوکی ماساتسورا
کوسونوکی ماساتسورا (به ژاپنی: 楠木 正行 Kusunoki Masatsura); ۱ ژانویهٔ ۱۳۲۶ – ۴ فوریهٔ ۱۳۴۸) سامورایی در دوره نانبوکوچو اهل ژاپن بود.
یک فرمانده نظامی بود که به امپراتور گوموراکامی دربار جنوبی خدمت می‌کرد. رهبر خاندان کوسونوکی پسر بزرگ کوسونوکی ماساشیگه و برادر بزرگتر کوسونوکی ماساتوکی و کوسونوکی ماساگی.  او به همراه پدرش ماساشیگه و کوچک‌ترین برادرش ماساگی یکی از مشهورترین ژنرال‌های دوره نانبوکوچو بود.